# Француска на Европском првенству у атлетици у дворани 1971.
Француска је учествовала на 2. Европском првенству у атлетици у дворани 1971. одржаном у Софији, Бугарска, 13. и 14. марта. У другом учешћу на европским првенствима у дворани репрезентацију Француске представљало је 16 спортиста (11 м и 5 ж) који су се такмичили у 11. дисциплина (8 мушких и 3 женске).
Са једном сребрном својеном медаљом Француска је у укупном пласману заузела је 10. место од 13 земаља које су на овом првенству освајале медаље, односно 23 земље учеснице.
У табели успешности (према броју и пласману такмичара који су учествовали у финалним такмичењима (првих 8 такмичара)) Француска је са 4 учесника у финалу заузела 12. место са 17 бодова, од 21 земље које су имале представнике у финалу. Једино Данска и Турска нису имала ниједног представника.
| Плас. | Земља     | 1. место | 2. место | 3. место | 4. место | 5. место | 6. место | 7. место | 8. место | Бр. финал. - Бод. |
| ----- | --------- | -------- | -------- | -------- | -------- | -------- | -------- | -------- | -------- | ----------------- |
| 12.   | Француска | −        | 1 − 7    | −        | 1 − 5    | −        | 1 − 3    | 1 − 2    | −        | 4 − 17            |

## Учесници
| Бр. | Дисциплина   | Мушкарци                      | Жене                       | Укупно |
| --- | ------------ | ----------------------------- | -------------------------- | ------ |
| 1.  | 60 м         | Ален Сартер                   | Силвијан Телије Мишел Бење | 3      |
| 2.  | 400 м        | Линел Малангр                 | Елин Жак Шантал Леклер     | 3      |
| 3.  | 800 м        |                               | Колет Бесон                | 1      |
| 4.  | 1.500 м      | Пјер Тусен Жак Боксбергер     |                            | 2      |
| 5.  | 3.000 м      | Жерар Берво                   |                            | 1      |
| 6.  | 60 м препоне | Патрик Малрије                |                            | 1      |
| 7.  | Скок увис    | Патрик Фијон                  |                            | 1      |
| 8.  | Скок мотком  | Мишел Оливари                 |                            | 1      |
| 9.  | Бацање кугле | Пјер Колнар Ив Брузе Арњол Бе |                            | 3      |
|     | Укупно (9)   | 11                            | 5                          | 16     |

## Освајачи медаља
- Сребро

1. Силвијан Телије — 60 м

### Мушкарци
| Атлетичар      | Дисциплина   | Лични рекорд | Квалификације | Квалификације | Полуфинале | Полуфинале   | Финале               | Финале       | Детаљи |
| Атлетичар      | Дисциплина   | Лични рекорд | Резултат      | Место         | Резултат   | Место        | Резултат             | Место        | Детаљи |
| -------------- | ------------ | ------------ | ------------- | ------------- | ---------- | ------------ | -------------------- | ------------ | ------ |
| Ален Сартер    | 60 м         |              | 6,8           | 4 у гр. 1 КВ  | 7,0        | 5 у пф. 2    | Није се квалификовао | 10 / 15 (16) |        |
| Линел Малангр  | 400 м        |              | 48,6          | 2 у гр. 1 КВ  | 51,2       | 4 у пф. 1    | Није се квалификовао | 8 / 12       |        |
| Пјер Тусен     | 1.500 м      | 3:52,6       | 3:49,6 ЛРд    | 3. у гр. 2    |            |              | Није се квалификовао | 12 / 24.     |        |
| Жаки Боксберже | 1.500 м      |              | 3:47,1        | 3, угр. 4     | 9 / 24.    |              | Није се квалификовао |              |        |
| Жерар Берво    | 3.000 м      |              | 8:20,8 ЛРд    | 4. у гр. 2 КВ | 8:24,8     | 8. / 24.     |                      |              |        |
| Патрик Малрије | 60 м препоне |              | 8,0           | 1 у гр. 3 КВ  | 8,0        | 2 у пф. 1 КВ | 8,0                  | 6. / 19      |        |
| Патрик Фијон   | скок увис    |              |               |               |            |              | 2,00                 | 20 / 20.     |        |
| Мишел Оливари  | скок мотком  |              | 5,60          | 14. / 15 (16) |            |              |                      |              |        |
| Пјер Колнар    | бацање кугле |              | 18,57         | 7. / 15       |            |              |                      |              |        |
| Арњол Бе       | бацање кугле |              | 17,24         | 13. / 15      |            |              |                      |              |        |
| Ив Брузе       | бацање кугле |              | 17,12         | 14. / 15      |            |              |                      |              |        |

### Жене
| Атлетичарка     | Дисциплина | Лични рекорд | Квалификације | Квалификације | Полуфинале            | Полуфинале            | Финале                | Финале    | Детаљи |
| Атлетичарка     | Дисциплина | Лични рекорд | Резултат      | Место         | Резултат              | Место                 | Резултат              | Место     | Детаљи |
| --------------- | ---------- | ------------ | ------------- | ------------- | --------------------- | --------------------- | --------------------- | --------- | ------ |
| Силвијан Телије | 60 м       |              | 7,5           | 2 у гр. 2 КВ  | 7,4                   | 2 у пф. 1 КВ          | 7,4                   |           |        |
| Мишел Бење      | 60 м       |              | 7,8           | 2. у гр. 1 КВ | 7,6                   | 4. у пф 1             | Није се квалификовала | 8./ 24    |        |
| Елин Жак        | 400 м      |              | 58,0          | 3. у гр. 2    | Није се квалификовала | Није се квалификовала | Није се квалификовала | =14. / 14 |        |
| Шантал Леклер   | 400 м      |              | 55,5          | 3. у гр. 4    | Није се квалификовала | Није се квалификовала | Није се квалификовала | 9. / 14   |        |
| Колет Бесон     | 800 м      |              | 2:10,2        | 2. у гр. 2 КВ |                       |                       | 2:07,5                | 4. / 14   |        |

## Биланс медаља Француске 2. Европског првенства у дворани 1970—1971.
|     | ЕП     |   |   |   |   | УП |
| 1.  | 1970.  | 2 | 1 | 3 | 6 | 3  |
| 2.  | 1971.  | 0 | 1 | 0 | 1 | 10 |
| 1-2 | Укупно | 2 | 2 | 3 | 7 | 6  |
| --- | ------ | - | - | - | - | -- |

|    | ЕП              |   |   |   |   |
| 1. | Силвијан Телије | 1 | 2 | 0 | 3 |
| 2. | Колет Бесон     | 1 | 0 | 1 | 2 |
| -- | --------------- | - | - | - | - |

## Француски освајачи медаља  после 2. Европског првенства 1970—1971.
|    | Атлетичар/ка                                                      | м | ж | ЕП       | Дисциплина       |   |   |   |     |
| -- | ----------------------------------------------------------------- | - | - | -------- | ---------------- | - | - | - | --- |
| 1. | Франсоа Траканели                                                 | м |   | 1970.    | мотка            |   |   |   |     |
| 2. | Силвијан Телије (1), Миреј Тестаније Колет Бесон (1), Никол Дикло |   | ж | 1970.    | мешовита штафета |   |   |   |     |
| 3. | Силвијан Телије (2)                                               |   | ж | 1970.    | 60 м             |   |   |   |     |
| 4. | Ги Дри                                                            | м |   | 1970.    | 60 м препоне     |   |   |   |     |
| 5. | Пјер Колнар                                                       | м |   | 1970.    | кугла            |   |   |   |     |
| 6. | Колет Бесон (2)                                                   |   | ж | 1970.    | 400 м            |   |   |   | 6 . |
| 7. | Силвијан Телије (3)                                               |   | ж | 1971.    | 60 м             |   |   |   | 1   |
|    | Укупно                                                            | 3 | 4 | 1970—71. |                  | 2 | 2 | 3 | 7   |